# Ezo’la
Ezo’la Inc. (яп. 株式会社Ezo'la Kabushiki-gaisha Ezo'la) — японская анимационная студия, основанная в 2018 году.
Ezo’la это собирательное название коллективов аниматоров из студий Diomedéa и Studio Blanc, сотрудничество этих двух студий началось в 2017, за год до создания общего бренда Ezo’la, когда студии совместно продюсировали My Girlfriend is Shobitch.

## Работы

### Аниме-сериалы
| Название              | Режиссёр(ы)                       | Премьера       | Финал показа     | Эпизодов | Примечания                                                 | Ссылки |
| --------------------- | --------------------------------- | -------------- | ---------------- | -------- | ---------------------------------------------------------- | ------ |
| Happy Sugar Life      | Кейдзо Кусакава и Нобуёси Нагаяма | 14 июля 2018   | 29 сентября 2018 | 12       | Адаптация одноимённой манги Томияки Кагисоры.              | [ 3 ]  |
| Are You Lost?         | Нобуёси Нагаяма                   | 2 июля 2019    | 17 сентября 2019 | 12       | Адаптация одноимённой манги Кэнтаро Окамото и Рири Сагары. | [ 4 ]  |
| Smile Down the Runway | Нобуёси Нагаяма                   | 11 января 2020 | 28 марта 2020    | 12       | Адаптация одноимённой манги Котобы Иноя.                   | [ 5 ]  |